# Serie C 1955/1956
Soutěžní ročník Serie C 1955/1956 byl 18. ročník třetí nejvyšší italské fotbalové ligy. Konal se od 18. září 1955 do 10. června 1956. Vítězem se stal klub Benátky.

## Události
Sezonu vyhrál klub z Benátek, jen díky lepšímu skóre před Sambenedettesem. Na 3. místě se umístil překvapení sezony, nováček ze Sardinie Carbosarda. Nejlepším střelcem se stal Gastone Bean (Piacenza), který byl na hostování z Milána. Sestoupil nováček BPD Colleferro a poté i Empoli a Piombino. Čtvrtým sestupujícím se stal klub Piacenza, které bylo potrestáno za sportovní přestupek.

## Tabulka
| Poř. | Tým            | Z  | V  | R  | P  | VG | OG | B   |
| ---- | -------------- | -- | -- | -- | -- | -- | -- | --- |
| 1.   | Benátky        | 34 | 17 | 10 | 7  | 41 | 23 | 44  |
| 2.   | Sambenedettese | 34 | 17 | 10 | 7  | 61 | 37 | 44  |
| 3.   | Carbosarda     | 34 | 17 | 9  | 8  | 48 | 30 | 43  |
| 4.   | Cremonese      | 34 | 15 | 9  | 10 | 53 | 42 | 39  |
| 5.   | Lecco          | 34 | 14 | 11 | 9  | 43 | 43 | 39  |
| 6.   | Vigevano       | 34 | 12 | 11 | 11 | 50 | 43 | 35  |
| 7.   | Sanremese      | 34 | 14 | 7  | 13 | 40 | 39 | 35  |
| 8.   | Siracusa       | 34 | 13 | 9  | 12 | 43 | 44 | 35  |
| 9.   | Prato          | 34 | 10 | 13 | 11 | 39 | 36 | 33  |
| 10.  | Catanzaro      | 34 | 11 | 11 | 12 | 42 | 42 | 33  |
| 11.  | Treviso        | 34 | 8  | 17 | 9  | 36 | 42 | 33  |
| 12.  | Molfetta       | 34 | 12 | 9  | 13 | 40 | 49 | 33  |
| 13.  | Mestrina       | 34 | 13 | 6  | 15 | 37 | 41 | 32  |
| 14.  | Pavia          | 34 | 8  | 15 | 11 | 38 | 47 | 31  |
| 15.  | BPD Colleferro | 34 | 8  | 15 | 11 | 30 | 37 | 31  |
| 16.  | Empoli         | 34 | 8  | 5  | 21 | 27 | 53 | 21  |
| 17.  | Piombino       | 34 | 1  | 15 | 18 | 27 | 50 | 17  |
| 18.  | Piacenza       | 34 | 11 | 12 | 11 | 51 | 48 | 34* |

Poznámky
- Z = Odehrané zápasy; V = Vítězství; R = Remízy; P = Prohry; VG = Vstřelené góly; OG = Obdržené góly; B = Body
- za výhru 2 body, za remízu 1 bod, za prohru 0 bodů.
- při rovnosti bodů rozhodoval rozdíl mezi vstřelených a obdržených branek.
- kluby Pavia a BPD Colleferro, odehráli dodatečné utkání o sestup, které skončilo 1:0.
- klub Piacenza byl potrestán přímým sestupem za sportovní přestupek.

|  | Postup do Serie B  |
|  | Sestup do IV Serie |